# Leucauge fragilis
Leucauge fragilis este o specie de păianjeni din genul Leucauge, familia Tetragnathidae. A fost descrisă pentru prima dată de O. P.-cambridge, 1889. Conform Catalogue of Life specia Leucauge fragilis nu are subspecii cunoscute.